# Bulbostylis macrostachya
Bulbostylis macrostachya är en halvgräsart som först beskrevs av Kaare Arnstein Lye, och fick sitt nu gällande namn av Richard Wheeler Haines. Bulbostylis macrostachya ingår i släktet Bulbostylis och familjen halvgräs. Inga underarter finns listade i Catalogue of Life.